# Recubrimiento de cambio de fase
Aleación metálica que modifica su estado de cristalización con el calor y sobre la que se escriben los datos en un DVD debido a su cualidad de reflejar menor luz si se enfría muy rápido (con lo que no recristaliza bien).
Este proceso del Recubrimieto de cambio de fase se utiliza en el proceso de grabación magneto-óptica.
En el caso del DVD+RW esta aleación está compuesta de plata, indio, antimonio y teluro.
- Datos: Q5813994